# Dialipsis dissimilis
Dialipsis dissimilis là một loài tò vò trong họ Ichneumonidae.